# Slaterocoris texanus
Slaterocoris texanus är en insektsart som beskrevs av Knight 1970. Slaterocoris texanus ingår i släktet Slaterocoris och familjen ängsskinnbaggar. Inga underarter finns listade i Catalogue of Life.